# 23.º Batallón Aéreo de Reemplazo
El 23º Batallón Aéreo de Reemplazo (23. Flieger-Ersatz-Abteilung) fue una unidad de la Luftwaffe de la Alemania nazi.

## Historia
Fue formado el 1 de octubre de 1936 en Oschatz a partir del 13.º Batallón Aéreo de Reemplazo. El 1 de noviembre de 1938 es redesignado 61.º Batallón Aéreo de Reemplazo. Reformado el 1 de noviembre de 1938 en Kaufbeuren a partir del 25.º Batallón Aéreo de Reemplazo. El 1 de abril de 1939 es redesignado I Batallón de Instrucción del 23.º Regimiento de Instrucción Aérea.

## Comandantes
- Coronel Karl Deinhardt (1 de noviembre de 1938 - 31 de enero de 1939)
- Mayor General Josef Putlar (1 de febrero de 1939 - 1 de abril de 1939)